# Balisor

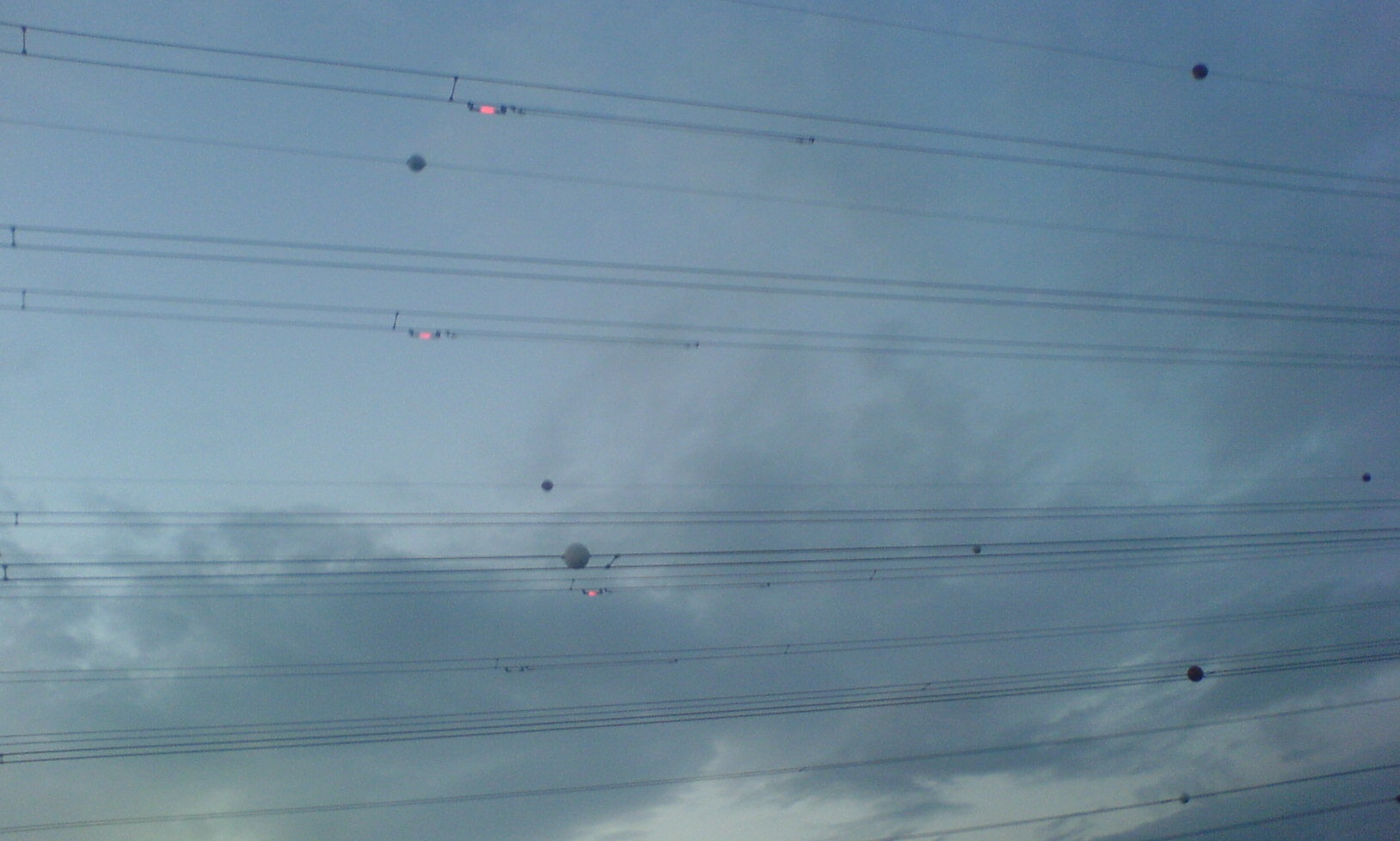
Exemple en situation sur une ligne haute tension

Balisor est un système déposé de balises lumineuses pour lignes à haute tension. Le système est utilisé, par exemple, dans le nord-ouest de Mâcon (Bourgogne).

## Description
Les câbles des lignes à haute-tension, en particulier à proximité des aéroports, doivent rester visibles de jour comme de nuit. En journée, il suffit d'accrocher le long du câble des boules aux couleurs vives. Mais de nuit un éclairage est nécessaire. C'est précisément le rôle de ces balises qui émettent une lueur rouge (teinte normalisée en aviation pour ce type d'usage).
Ce système est à la fois extrêmement simple, efficace et fiable. De plus il est considéré comme étant le plus rentable qui soit. Techniquement, son principe de fonctionnement est aussi très intéressant car il utilise ce qui serait habituellement considéré comme un défaut.

## Fonctionnement
La particularité du système est sa source d'alimentation qui provient directement du seul câble où il a été posé. La difficulté étant de prélever une très faible quantité d'énergie sur une ligne qui en transporte une très grande quantité. Ce qui est paradoxalement complexe à mettre en œuvre.

Schémas du système

Les câbles à haute tension créent un champ électrique autour d'eux, au même titre que tout conducteur électrifié. Quand le potentiel électrique d'un tel câble est suffisamment élevé, le champ électrique obtenu engendre une tension (différence de potentiel) notable entre le câble et son voisinage immédiat. L'importance de ce champ rend difficile l'usage de petites puissances.
Dès lors, un second conducteur de quelques mètres de longueur, isolé mais parallèle au câble haute tension, aura donc un potentiel différent de celui de la ligne. L'ensemble constitue un condensateur dont la particularité est d'être chargé à travers l'air (fuites à travers son diélectrique).
Sous certaines conditions, la charge accumulée (donc la différence de potentiel) suffit pour enclencher une lampe à décharge. C'est ce qui est utilisé concrètement et qui permet un balisage fiable et durable.
La luminosité est insuffisante de jour mais très visible de nuit.